# محمد عيد

## تعريف
هو محمد عيد البيشي انتقل من نادي بيشة السعودي إلى نادي الأهلي السعودي ثم انتقل إلى النصر في يناير 2010
يرتدي محمد مع النصر و إنتقل إلى نادي الفيصلي عام 2017 .
محمد عيد تدرج في المنتخبات السنية والأولمبي ثم المنتخب الأول عام 2006م
قال محمد بعد انتقاله للنصر قال: «جئت من الأهلي وهو ناد كبير إلى النصر النادي الكبير الذي يطمح كل لاعب أن يرتدي شعاره وأتمنى أن أوفق وأن أكون عند حسن ثقة المسؤولين، وأنا على يقين تام بأنني سأقدم ما يثبت أنني صفقة ناجحة، أغلب لاعبي النصر كانوا زملائي في المنتخبات ووجودي بينهم سيعطيني دافع كبير وسيساهم في تأقلمي بسرعة وأعد إدارة وجماهير النصر بأن محمد عيد سيبذل قصارى جهده من أجل خدمة العالمي وإسعاد جماهيره».

## روابط خارجية
- محمد عيد على موقع الاتحاد الدولي (مؤرشف)  (الإنجليزية)
- محمد عيد على موقع قاعدة بيانات كرة القدم.إي يو (الإنجليزية)
- محمد عيد على موقع ناشيونال فوتبول تيمز (الإنجليزية)
- محمد عيد على موقع Soccerway.com (الإنجليزية)